# Stadion FK Slavoj Vyšehrad
Stadion FK Slavoj Vyšehrad je fotbalový stadion, který se nachází v pražském Vyšehradě (ve čtvrti Nusle). Je domovem stejnojmenného pražského fotbalového klubu FK Slavoj Vyšehrad. Maximální kapacita stadionu činí 2 500 stojících diváků.
V roce 2002 na stadionu proběhla velká přestavba, která zahrnovala rekonstrukci travnaté plochy, zatravnění brankovišť a přesunutí střídaček na protilehlou stranu k tribuně. Pozměněny byly také rozměry samotného hřiště z bezpečnostních důvodů.